# Friedrich, Duce de Mecklenburg-Grabow
Friedrich I de Mecklenburg-Grabow, Duce de Mecklenburg-Grabow (13 februarie 1638, Schwerin – 28 aprilie 1688, Grabow)

## Biografie
El a fost fiul lui  Adolf Friedrich I, Duce de Mecklenburg-Schwerin și a celei de-a doua soții, Marie Katharina (1616-1665), fiica lui Julius Ernst, Duce de Brunswick-Dannenberg (1571-1636).
La 28 mai 1671 el s-a căsătorit cu Christine Wilhelmine de Hesse-Homburg (30 iunie 1653, Bingenheim - 16 mai 1722, Grabow), fiica lui Wilhelm Christoph, Landgraf de Hesse-Homburg. Cuplul a avut următorii copii:
- Friedrich Wilhelm (28 martie 1675 - 31 iulie 1713); s-a căsătorit cu Sophie Charlotte de Hesse-Kassel (16 iulie 1678 - 30 mai 1749), fiica lui Karl I, Landgraf de Hesse-Kassel; fără copii.
- Karl Leopold (26 noiembrie 1678 - 28 noiembrie 1747); s-a căsătorit cu Ecaterina a Rusiei (sora împărătesei Anna); fiica lor a fost Marea Ducesă Anna Leopoldovna a Rusiei, mama țarului Ivan al VI-lea al Rusiei.
- Christian Ludwig II (15 mai 1683 - 30 mai 1756); s-a căsătorit cu verișoara sa primară, Ducesa Gustave Caroline de Mecklenburg-Strelitz; au avut cinci copii.
- Sofia Louise (16 mai 1685 - 29 iulie 1735); a treia soție a regelui Frederic I al Prusiei; fără copii.